# Polystichum
Polystichum es un género de helechos perteneciente a la familia  Dryopteridaceae. Contiene 935 especies.

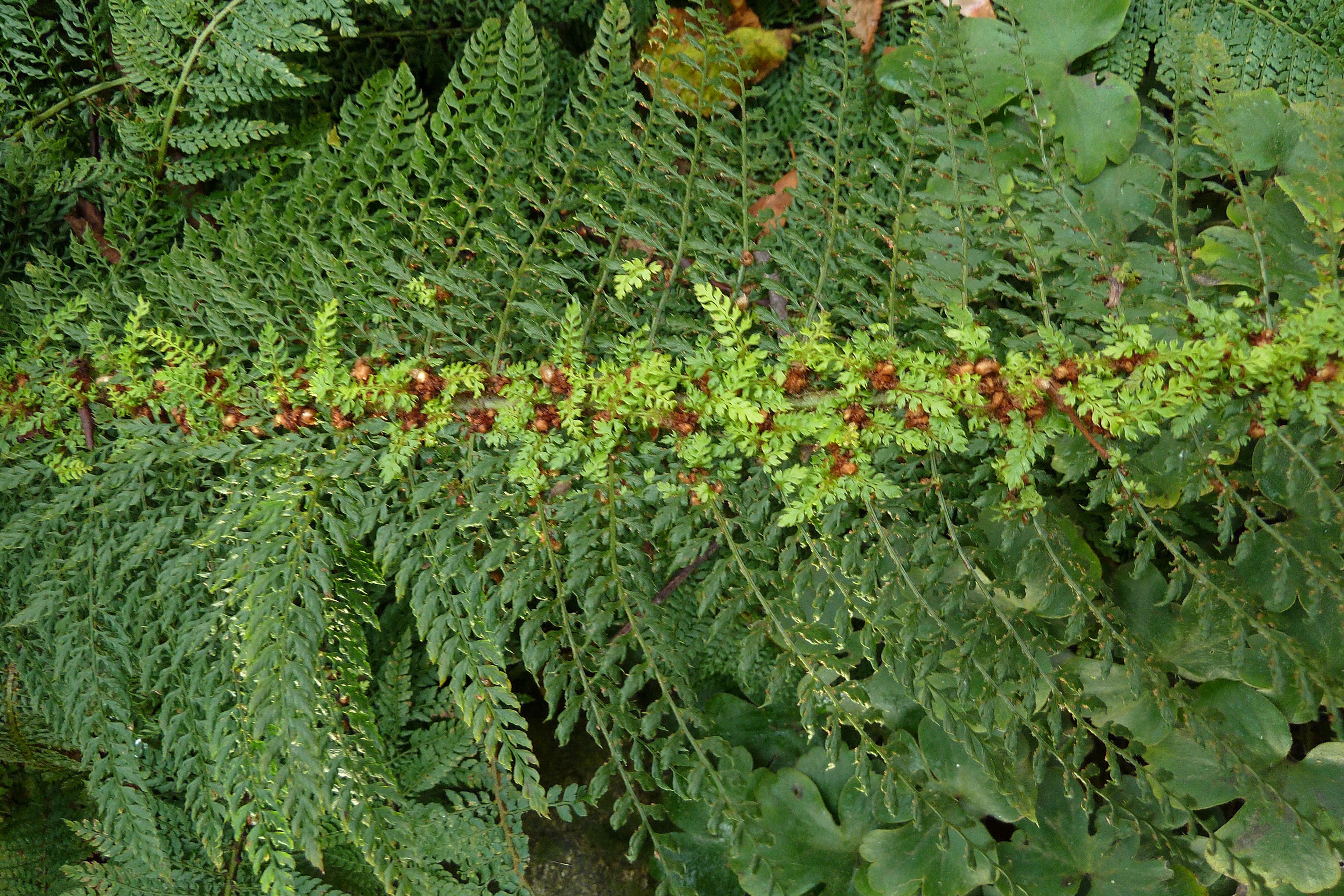
Polystichum setiferum 'Plumosum densum

## Especies seleccionadas
- Polystichum aculeatum
- Polystichum aculeolatum
- Polystichum acuminatum
- Polystichum acutidens
- Polystichum acutifolium
- Polystichum braunii
- Polystichum munitum
- Polystichum proliferum
- Polystichum retrorsopaleaceum
- Polystichum richardii
- Polystichum scopulinum
- Polystichum setiferum
- Lista completa de especies